# Andreas Schager

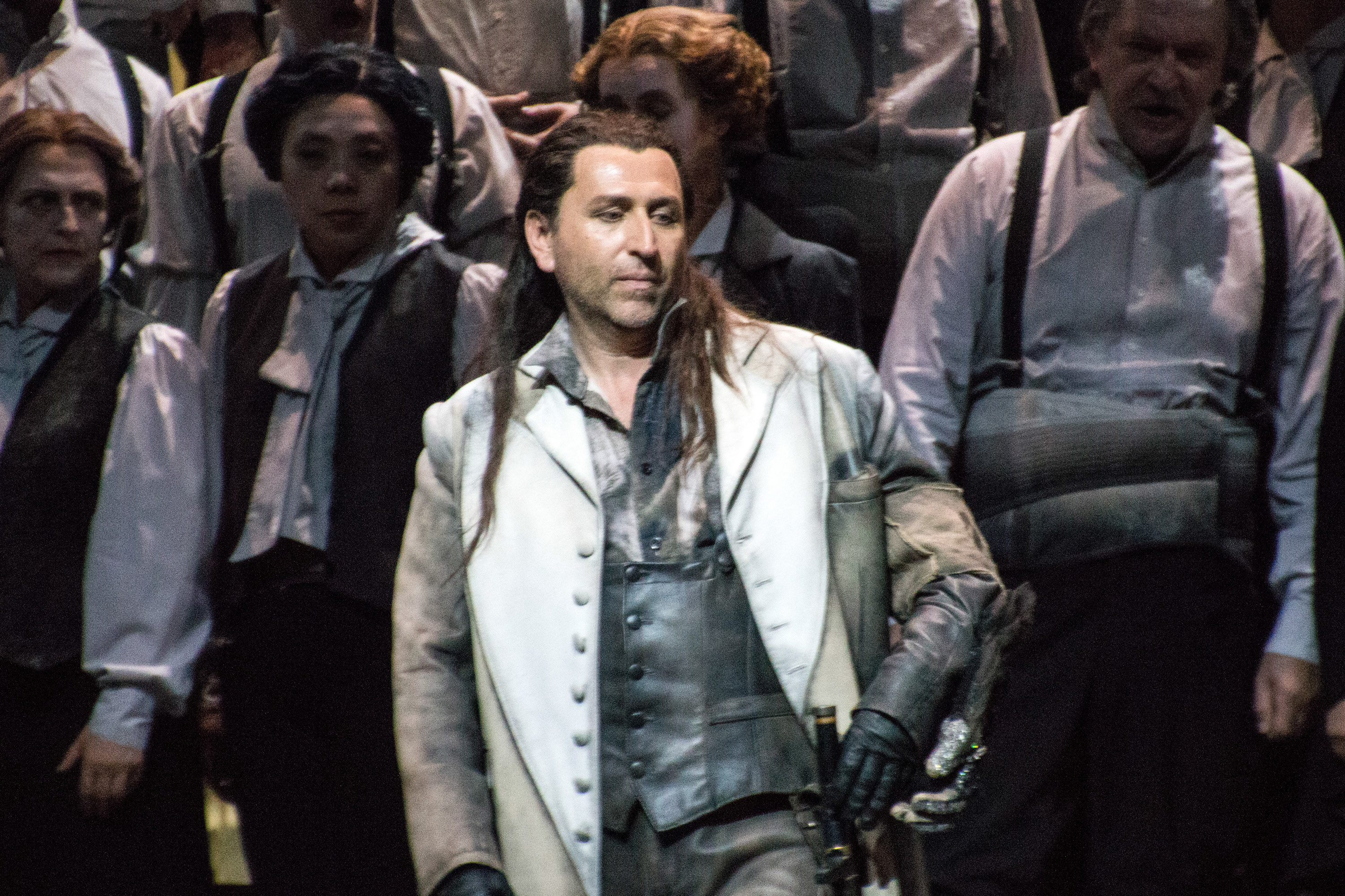
Andreas Schager als Siegfried an der Staatsoper Berlin, 2016

Andreas Schager (geboren 14. September 1971 als Andreas Schagerl in Rohrbach an der Gölsen, Niederösterreich) ist ein österreichischer Opernsänger (Heldentenor).

## Leben
Aus einer musikalischen Bauernfamilie stammend, machte Schager am Stiftsgymnasium Melk die Matura (Abitur).
Nach ersten Auftritten mit der Wiener Singakademie nahm Schager bei Walter Moore an der Universität für Musik und darstellende Kunst Wien ein Gesangsstudium auf und gab noch während seines Studiums sein Operndebüt als Ferrando (Così fan tutte) im Schlosstheater Schönbrunn. Anschließend war er am Theater Krefeld und Mönchengladbach als lyrischer Operettentenor engagiert.
Schager sang danach das lyrische Fach in Bologna, Frankfurt, Wien, Gent und an der Royal Opera Canada. Er trat als Tamino in der Zauberflöte, David in den Meistersingern, Max im Freischütz und Florestan in Fidelio auf. Inzwischen ist er primär in Wagner-Partien wie Siegmund, Siegfried oder Tristan zu hören.
Als Wagnersänger debütierte Schager 2009 bei den Tiroler Festspiele Erl in „Die Meistersinger von Nürnberg“. Den Rienzi sang er 2011 zuerst am Staatstheater Meiningen. Diese Rolle verkörperte er auch in einer konzertanten Aufführung der Staatsoper Hamburg in der Laeiszhalle mit Simone Young und in Rom unter Stefan Soltesz. Eine enge Zusammenarbeit mit Daniel Barenboim führte ihn 2013 an die Mailänder Scala und zu den BBC Proms nach London. Seit 2015 ist er im Ensemble der Berliner Staatsoper Unter den Linden. Im Mai 2015 gab Schager ebenfalls unter Daniel Barenboim sein Debüt als Parsifal, anschließend unter Franz Welser-Möst in Cleveland und New York als Apollo in Richard Strauss’ Daphne. In der Vlaamse Opera in Antwerpen sang er 2015 seinen ersten Tannhäuser. Unter Marek Janowski debütierte Schager 2016 beim Spring Festival in Tokio als Siegfried in Siegfried. 2016 debütierte er als Erik im Fliegenden Holländer bei den Bayreuther Festspielen, wo er auch für den erkrankten Klaus Florian Vogt eine Vorstellung des Parsifal übernahm. Für 2018/19 war er in Bayreuth gleichfalls als Parsifal besetzt. Als Siegfried (Götterdämmerung) war er häufig zu Gast am Mariinski-Theater in St. Petersburg unter Valery Gergiev. In dieser Rolle trat er auch unter Johannes Debus erstmals an der Canadian Opera Company in Toronto auf. 2019 folgte sein Debüt an der New Yorker Metropolitan Opera. Schager verkörperte beide Siegfriede im Ring des Nibelungen. In Bayreuth übernahm er 2023 erneut in Vertretung die Titelrolle des Parsifal, 2024 sang er in einer Neuinszenierung die Titelrolle des Tristan.
Schager sang auch unter Riccardo Chailly in Luzern Mahlers 8. Sinfonie sowie unter Philippe Jordan die Gurre-Lieder in der Philharmonie in Paris. Unter Gustav Kuhn sang er bei den Südtiroler Festspielen in Toblach Gustav Mahlers Lied von der Erde. In Beethovens 9. Sinfonie war er u. a. mit den Bamberger Symphonikern unter Jonathan Nott zu hören. In der Philharmonie Warschau debütierte er mit Arnold Schönbergs Gurre-Liedern.
Mit dem Apoll in Daphne debütierte Schager im Dezember 2017 an der Wiener Staatsoper. Ebendort erhielt er 2018 herausragende Kritiken für seine Darstellung des Max in Der Freischütz.

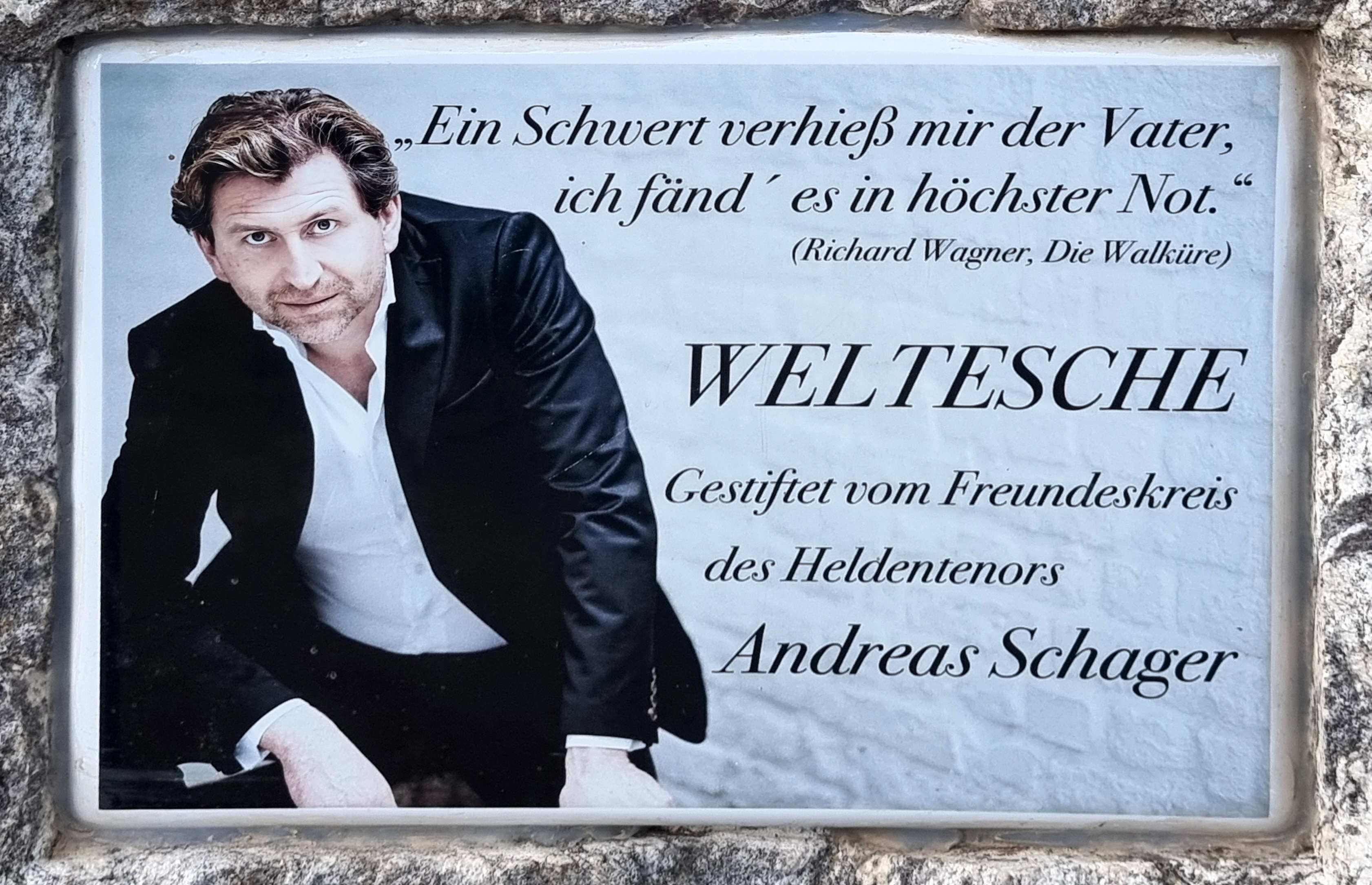
Porträt Schagers an einer Tafel vor der nach der Yggdrasil benannten „Weltesche“ am Hessischen Staatstheater Wiesbaden

2020 nahm er mit Hubert von Goisern und dem Rapper Dame den Titel Freunde ... (das Leben ist lebenswert) auf.

## Aufnahmen (Auswahl)
- Richard Wagner, Parsifal, Orchester der Bayreuther Festspiele, Dirigent: Pablo Heras Casado, 2024 (auch DVD)
- Carl Maria von Weber, Der Freischütz, Frankfurter Sinfonieorchester, Dirigent: Marek Janowski, 2019

## Privates
Andreas Schager ist seit 2017 mit der österreichischen Geigerin Lidia Baich verheiratet und hat mit ihr einen Sohn.

## Auszeichnungen
- 2023: Österreichischer Musiktheaterpreis – Beste männliche Hauptrolle für Tristan und Isolde (Tristan) – Staatsoper Wien[6]
- 2025: Verleihung des Berufstitels Österreichischer Kammersänger[7]